# Bin Ueda

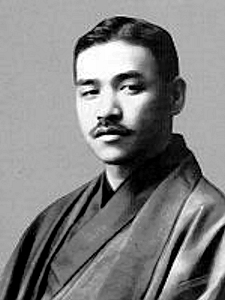
Bin Ueda

Bin Ueda (上田敏, Ueda Bin) (30/10/1874 - 09/07/1916) foi um poeta, tradutor, ensaísta e professor japonês, ativo desde a segunda metade do período Meiji até meados do período Taishō. É conhecido principalmente pela antologia de poesia traduzida Kaichō-on (海潮音, "Som das ondas"), publicada em 1905, na qual introduziu em língua japonesa obras de diversos autores europeus associados ao Parnasianismo e Simbolismo do fim do século XVIII.